# Forth Bridge
Forth Bridge, neoficiálně zvaný Forth Rail Bridge, je železniční most ve Skotsku, stojící 14 km severozápadně od Edinburghu, kde spojuje North Queensferry se South Queensferry, přes záliv Firth of Forth. 

## Charakteristika
V březnu 1890 železniční most otevřel korunní princ Edvard a konstrukce tak  nahradila do té doby výhradně používanou lodní přepravu. Dopravní stavba se stala jedním z prvních ocelových konzolových mostů na světě.
Konstrukci navrhl Benjamin Baker a stavitelem se stal inženýr William Arrol. Mezi třemi největšími pilíři činí rozpětí 2×521 metrů, což v letech 1890–1919 znamenalo nejdelší rozpětí na světě u železničních mostů, než primát připadl kanadskému mostu Quebec Bridge. Celková délka Forth Bridge je 2 528 metrů a jeho hmotnost činí přibližně 50 tisíc tun. Stavba konstrukce započala roku 1882 a během ní zemřelo přes padesát dělníků. Dodnes je největší mostní stavbou svého druhu na světě.
V roce 2015 byl most zapsán na seznam Světového dědictví UNESCO.

## Fotogalerie

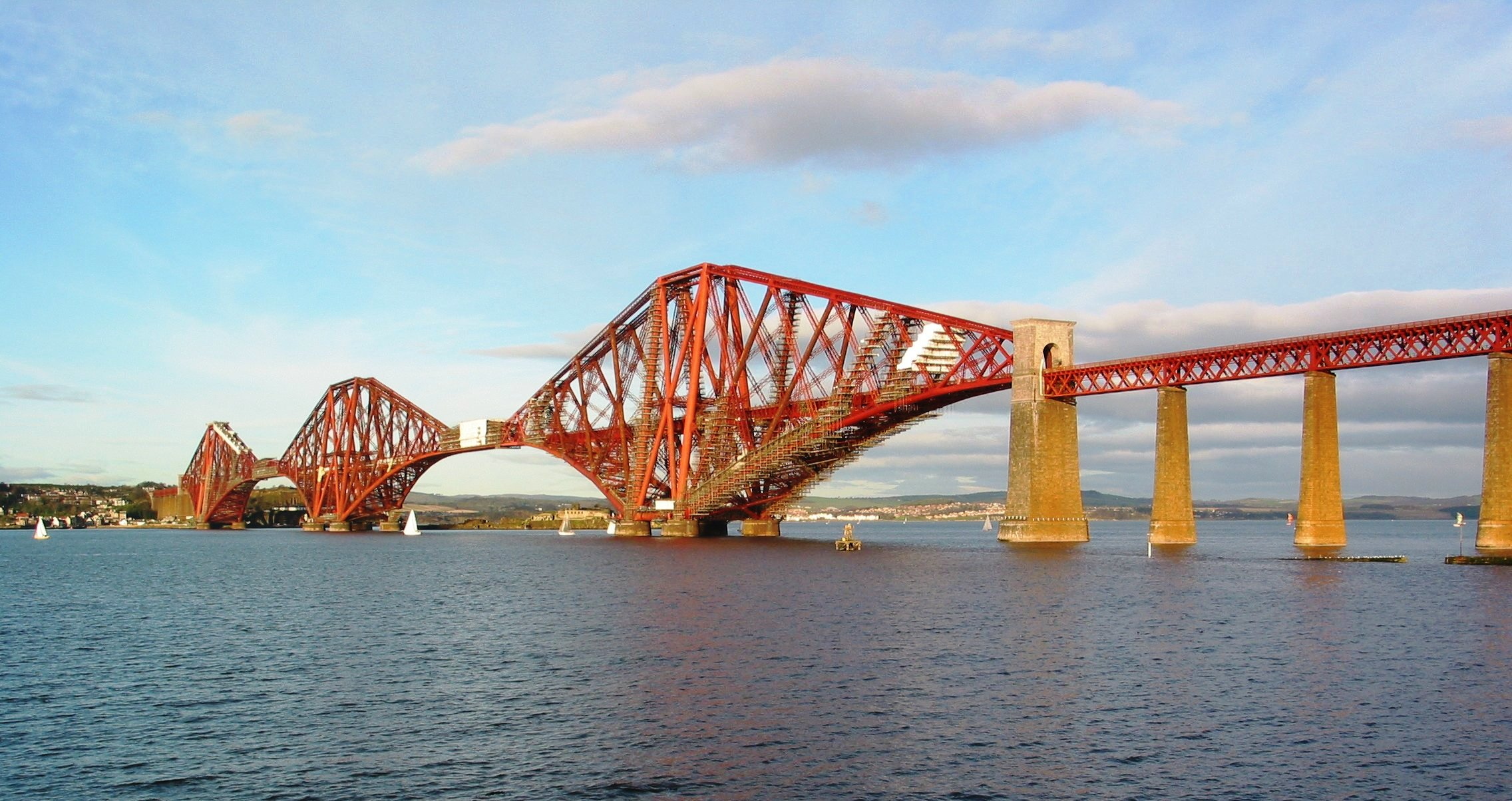
Železniční most ve dne
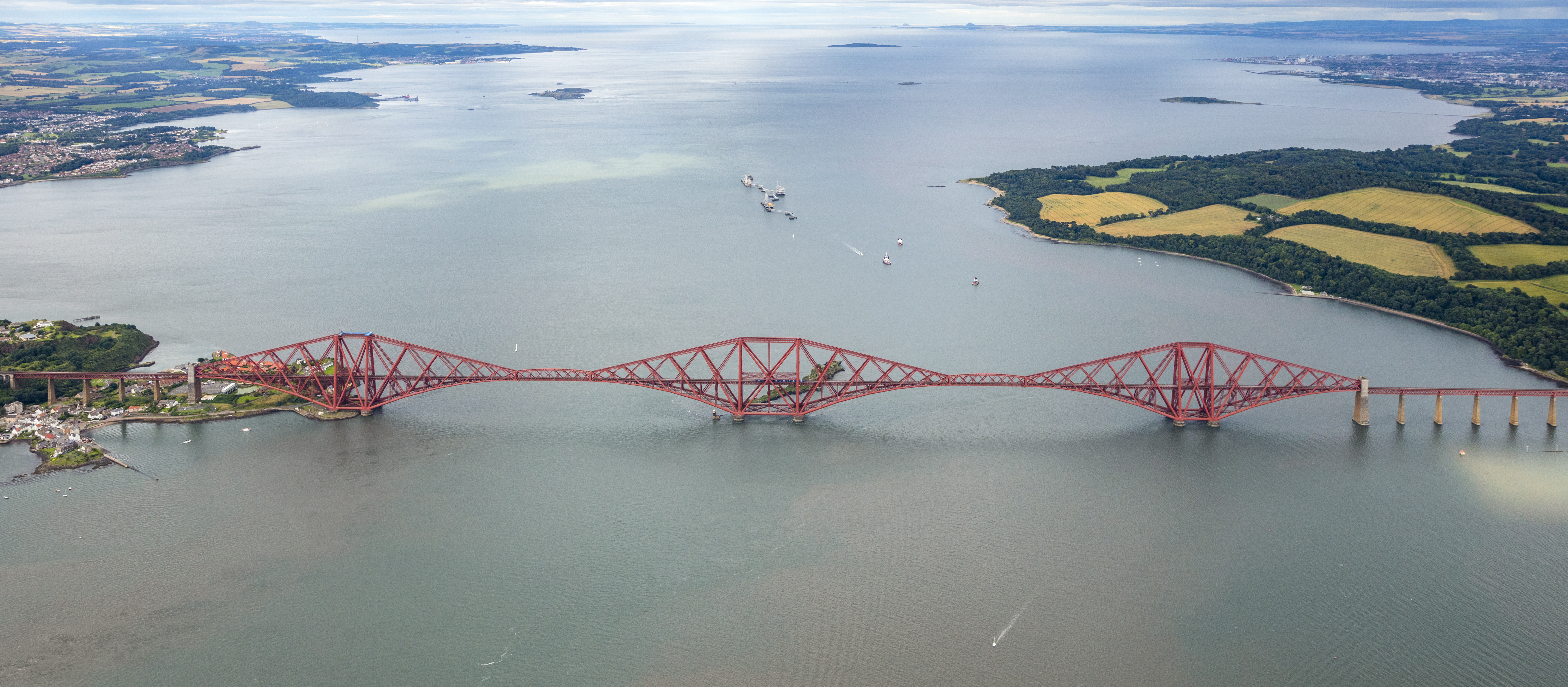
Letecký pohled na železniční most